# Самуляк Надія Іванівна
Самуляк Надія Іллівна — український тележурналіст.
Народ. 23 травня 1945 р. у м. Снятин Івано-Франківської обл. Закінчила факультет театрознавства Київського державного інституту театрального мистецтва ім. І.Карпенка-Карого (1971).
Працювала молодшим і музичним редактором Держтелерадіо України, ведучою програм Національної радіокомпанії України.
Здійснила музичне оформлення документальних фільмів: «Українці. Віра» (1991), «Українці. Надія» (1992).
Член Національної спілки журналістів України.